# Diritto all'acqua
Il diritto all'acqua risulta quale estensione del diritto alla vita affermato dalla Dichiarazione universale dei diritti umani. Esso riflette l'imprescindibilità di questa risorsa relativamente alla vita umana.
Gli Stati nazionali dovrebbero dare priorità all'uso personale e domestico dell'acqua al di sopra di ogni altro uso e dovrebbero fare i passi necessari per assicurare che questo quantità sufficiente di acqua sia di buona qualità, accessibile economicamente a tutti e che ciascuno la possa raccogliere ad una distanza ragionevole dalla propria casa.»
La risoluzione ONU del 28 luglio 2010 dichiara per la prima volta nella storia il diritto all'acqua "un diritto umano universale e fondamentale".
La risoluzione sottolinea ripetutamente che l'acqua potabile e per uso igienico, oltre ad essere un diritto di ogni uomo, più degli altri diritti umani, concerne la dignità della persona, è essenziale al pieno godimento della vita, è fondamentale per tutti gli altri diritti umani.
La risoluzione non è vincolante, ovvero afferma un principio che ancora raccomanda (non obbliga) gli Stati ad attuare iniziative per garantire a tutti un'acqua potabile di qualità, accessibile, a prezzi economici. È stata approvata dall'Assemblea generale con 122 voti favorevoli, 41 astensioni e nessun contrario. Altri documenti dell'ONU avevano affermato il diritto all'acqua come diritto di alcune categorie di persone (minorenni, disabili), mai come diritto universale.

## Le conseguenze della scarsità di acqua

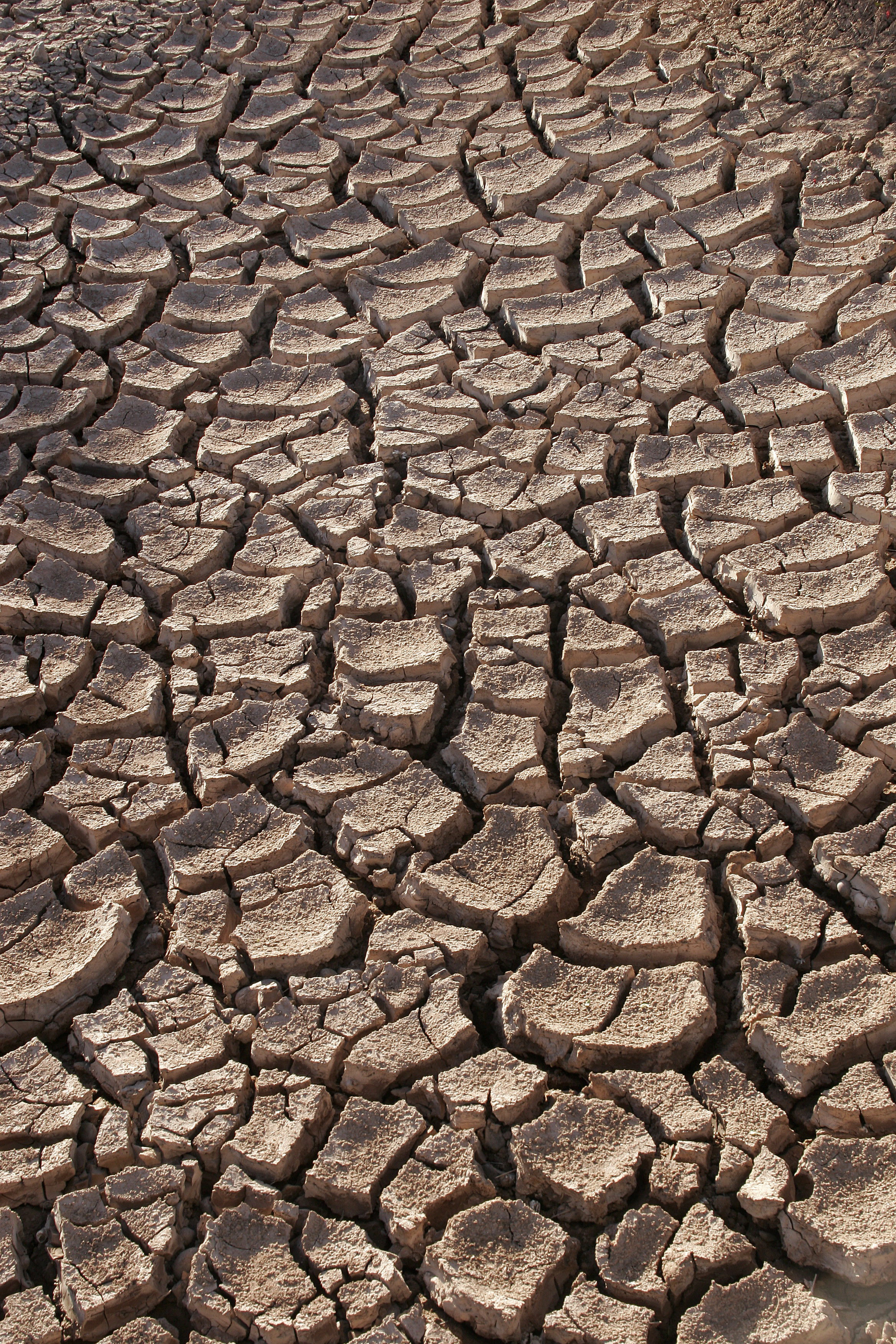
Suolo arido per mancanza di acqua

A causa della crescita delle attività umane dovuta ad un modello di sviluppo non sostenibile, la disponibilità di acqua potabile per persona sta diminuendo. All'inizio del terzo millennio si calcolava che oltre un miliardo di persone non avesse accesso all'acqua potabile e che il 40% della popolazione mondiale non potesse permettersi il lusso dell'acqua dolce per una minima igiene. 
  La conseguenza è che oltre 2 milioni e duecentomila persone, in maggioranza bambini, sono morte nel 2000 per malattie legate alla scarsità di acqua pulita. Nel 2004 l'organizzazione umanitaria britannica "WaterAid" calcolò la morte di un bambino ogni 15 secondi per via di malattie facilmente prevenibili, contratte a causa della scarsità di acqua pulita. Nel 2006 si sono calcolate trentamila persone morte ogni giorno nel mondo per cause riconducibili alla mancanza d'acqua pulita.
Inoltre il World Water Development Report dell'UNESCO nel 2003 indica chiaramente che nei prossimi vent'anni la quantità d'acqua disponibile per ogni persona diminuirà del 30%. Per questo l'acqua è una risorsa strategica per molti Paesi.
Ismail Serageldin, vicepresidente della Banca mondiale, nel 1995 affermò: “Se le guerre del Ventesimo secolo sono state combattute per il petrolio, quelle del Ventunesimo avranno come oggetto del contendere l'acqua”.

## La rivendicazione del diritto all'acqua

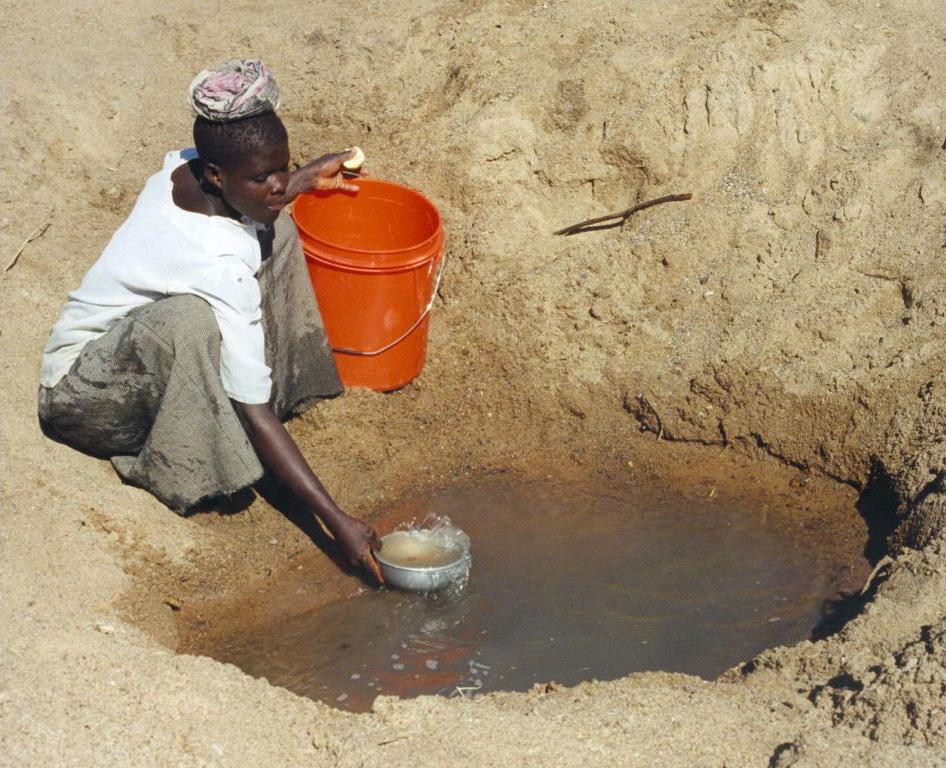
Approvvigionamento dell'acqua in un villaggio della Tanzania

La gestione pubblica del servizio idrico ha spesso incontrato difficoltà pratiche per una cronica tendenza a non fare necessari investimenti e a non eseguire le necessarie manutenzioni (ad esempio la ricerca delle perdite degli acquedotti e la loro riparazione); molti paesi hanno quindi affidato la gestione del servizio a grandi società private (come le francesi Vivendi Environment, Suez Lyonnaise des Eaux e Saur o la tedesca Rwe/Thames water)
Il finanziamento degli investimenti decisi contrattualmente fra governo e gestore è ottenuto in genere tramite considerevoli aumenti delle tariffe di vendita dell'acqua, che gli utenti hanno ritenuto sproporzionati e insostenibili, determinando una forte conflittualità fra la società civile e le compagnie private e spesso una vera e propria rivolta contro la privatizzazione delle risorse idriche e per rivendicare il diritto all'acqua come uno dei fondamentali diritti umani.
La trasformazione dell'acqua in merce è la strategia strenuamente perseguita da organismi sovranazionali come l'OMC (organizzazione mondiale del commercio), la Banca Mondiale e il Fondo monetario internazionale che da tempo legano la concessione dei prestiti alla deregolamentazione e alla privatizzazione dei servizi, tra cui anche la fornitura dell'acqua.
Durante il round di negoziati del WTO a Doha nel 2001 si parlò esplicitamente di eliminazione delle “barriere tariffarie e non tariffarie sui beni e servizi ambientali”, comprendendo tra di essi l'acqua. Un esplicito riferimento alle risorse idriche come bene commerciabile è contenuto anche nell'Accordo Nordamericano per il Libero Scambio (NAFTA).
Nel 1998 il "Comitato internazionale per il contratto mondiale sull'acqua" si è riunito a Lisbona e ha proclamato il Manifesto dell'acqua che si conclude con l'affermazione: "L'acqua è patrimonio dell'umanità"
Il Parlamento europeo già nel 2002 aveva recepito queste sollecitazioni, ribadendole nel 2003. Il 15 marzo 2006 è stata approvata una risoluzione in vista del quarto "Forum mondiale dell'acqua", organizzato ogni tre anni dal Consiglio mondiale sull'acqua, affermando che "l'acqua è un bene comune dell'umanità e come tale l'accesso all'acqua costituisce un diritto fondamentale della persona umana".
I primi tre  forum mondiali dell'acqua si sono tenuti a Marrakech (1997), all'Aia (2000) e a Kyoto (2003). Il quarto si è tenuto a Città del Messico dal 16 al 22 marzo del 2006, con la partecipazione di 146 paesi e si è concluso con la "Dichiarazione degli enti locali sull'acqua". Il Forum tuttavia non ha affermato il riconoscimento dell'accesso all'acqua come un diritto fondamentale di ciascun essere umano, stabilendo il livello minimo di 20 litri di acqua al giorno come diritto non commerciabile.
Dal 18 al 20 marzo 2007 si è tenuta a Bruxelles, nella sede del Parlamento europeo, l'Assemblea mondiale dei cittadini e degli eletti per l'acqua con 650 partecipanti tra parlamentari, sindaci, amministratori locali, rappresentanti delle imprese pubbliche dell'acqua, responsabili dei sindacati della funzione pubblica e cittadini impegnati nei movimenti in difesa dell'acqua provenienti da tutto il mondo.
Nella sessione conclusiva è stata approvata una lettera da inviare a tutti i capi di stato e di governo del mondo, a tutti i presidenti dei parlamenti nazionali e sovranazionali e ai membri del Consiglio di sicurezza delle Nazioni Unite con impegni e richieste concrete.
La sesta sessione del Consiglio per i diritti umani delle nazioni unite, riunita a settembre 2007, ha discusso un nuovo studio dell'ufficio dell'Alto commissariato delle Nazioni Unite per i diritti umani sull'obbligo di considerare nel novero dei diritti umani l'accesso all'acqua potabile e l'uso di servizi igienici.
In Italia, negli studi giuridici, si è affermata da alcuni anni una dottrina civilistica, che ha teorizzato il carattere extramercatorio del bene giuridico acqua, che dunque pur rimanendo oggetto di contratti commerciali non è sottoposto alle stesse regole di mercato degli altri beni di consumo (Alberto Maria Gambino, professore ordinario di Diritto privato nell'Università Europea di Roma). Più di recente, è stata proposta la qualificazione dell'acqua come bene comune di rilevanza costituzionale, destinato dall'ordinamento alla realizzazione prioritaria di interessi esistenziali della persona umana. In questa prospettiva, lo studio della conformazione dei modi del godimento mette in evidenza la tendenza alla massimizzazione dell'accessibilità del bene e la determinazione normativa della sua destinazione funzionale (Gabriele Carapezza Figlia, professore associato di Diritto privato nell'Università di Salerno).